# Botan
Botan è una libreria C++ che offre algoritmi crittografici, formati e protocolli, originariamente sviluppata da Jack Lloyd. Viene utilizzata in molti progetti, come ad esempio Monotone, un programma di controllo versione distribuito.
Il progetto si chiamava inizialmente OpenCL, ma nel 2002 è stato deciso di adottare il nome Botan che in giapponese significa peonia.

## Caratteristiche
Tra gli algoritmi crittografici supportati vi sono:
Cifrari
AES, Blowfish, Twofish, Camellia, CAST, DES, Triple DES, IDEA, ARIA, RC4
Funzioni hash crittografiche
MD5, MD2, SHA, MDC-2, RIPEMD, Whirlpool, Tiger, GOST, Stribog
Crittografia a chiave pubblica
RSA, DSA, Scambio di chiavi Diffie-Hellman, ElGamal
Funzioni di Autenticazione dei messaggi
HMAC, Poly1305, BLAKE2, MD5, SHA

## Cronologia dei rilasci principali
La prima versione pubblica, la 0.7, è stata rilasciata il giorno 1 marzo 2001.
- Botan 2.10, rilasciata il 30 marzo 2019
- Botan 2.9, rilasciata il 4 gennaio 2019
- Botan 2.8, rilasciata il 1º ottobre 2018
- Botan 2.7, rilasciata il 2 luglio 2018
- Botan 2.0, rilasciata il 6 gennaio 2017